# Стадион Стари плац
Стари плац или Старо Хајдуково је народски назив за некадашње игралиште фудбалског клуба Хајдук из Сплита, Хрватска. Првобитно се, пре оснивања Хајдука, тај комад земље звао Крајева њива (од крај, сплитски назив за краљ), које је служило као вежбалиште аустроугарске војске.
На Старом плацу одиграно је 3.149 утакмица, од којих су Били добили 1.982, изгубили 689 и 478 одиграли нерешено. Били су на њему својим противницима дали 9.542 голова, а примили 3.811.

## Почеци
Прва утакмица која се одиграла на Старом плацу, а истовремено и прва Хајдукова утакмица уопште, била је она против сплитског италијанског клуба Калчо Спалато одиграна 11. јуна 1911. године, где је Хајдук победио са 9:0. Као стрелац првог гола у историји стадиона, и то левим коленом, запамћен је фудбалер Шиме Рауниг. Првобитна оријентација игралишта била је исток-запад. Тек након Првог светског рата, поновним обнављањем спортских активности, игралиште је постављено у смеру север-југ.

## Славне утакмице и играчи
Од тада је одиграно пуно славних утакмица на овом стадиону (нпр. 1950. против Црвене звезде победа Хајдука од 2:1 четири минута пре краја утакмице, чиме је освојена прва послератна шампионска титула). 
На Старом плацу је 4. априла 1971. одиграна утакмица квалификација за ЕП 1972. између фудбалске репрезентације Југославије и Холандије, а резултат је био 2:0 за Југославију.

## Селидба Хајдука и нови клуб
Хајдук је своје игралиште користио од 1911. до 1979. године.
Пуно пута је био дограђиван, постављане су биле монтажне трибине и рефлектори, али се стално истицала потреба изградње новог стадиона. За потребе 8. медитеранских игара 1979. изграђен је нови модеран стадион у Пољуду, а старо Хајдуково игралиште препуштено је Рагби клубу Нада. Дуги низ година воде се судски спорови између Хајдука, Наде и Града Сплита за власништво над земљиштем на којем се налази Плац.